# John Hollway
John M. Hollway (1841 – 1907), est un chimiste et métallurgiste anglais qui, dans les années 1870, expérimente sans succès la fusion et l'affinage du cuivre au moyen d'un convertisseur inspiré du procédé Bessemer.
Même si ses essais échouent, cédant aux Français Pierre Manhès et Paul David l'honneur de la mise au point du procédé Manhès-David en 1880, l'abondante communication qu'il fait sur ses échecs constitue une contribution significative à la mise au point et au perfectionnement de leur procédé.

## Biographie
John Hollway nait en novembre 1841 de Joseph Richard Hollway et Elizabeth King, à Barnsbury. Connu de ses confrères métallurgistes, il se ruine dans des recherches sur la fusion des pyrites cuivreuses. Pourtant, si « ses recherches lui coûtent une belle somme, jusqu'à ce qu'il en devienne sans le sou, il déployait une énergie inépuisable et une magnifique capacité à surmonter l'infortune ».
Au moment de son décès, le 6 octobre 1907, il emploie entre cent et deux cents personnes, une partie à Londres, et le reste dans les Cornouailles et en Irlande. Il consacre en effet une partie de sa fortune à la création d'emplois, et s'intéresse à la géologie.
Célibataire, il décède sans descendance. Ses expériences ont été réalisées à Penistone, mais il a vécu une bonne partie de sa vie dans la maison que son père avait achetée en 1841.

## Recherches en pyrométallurgie du cuivre

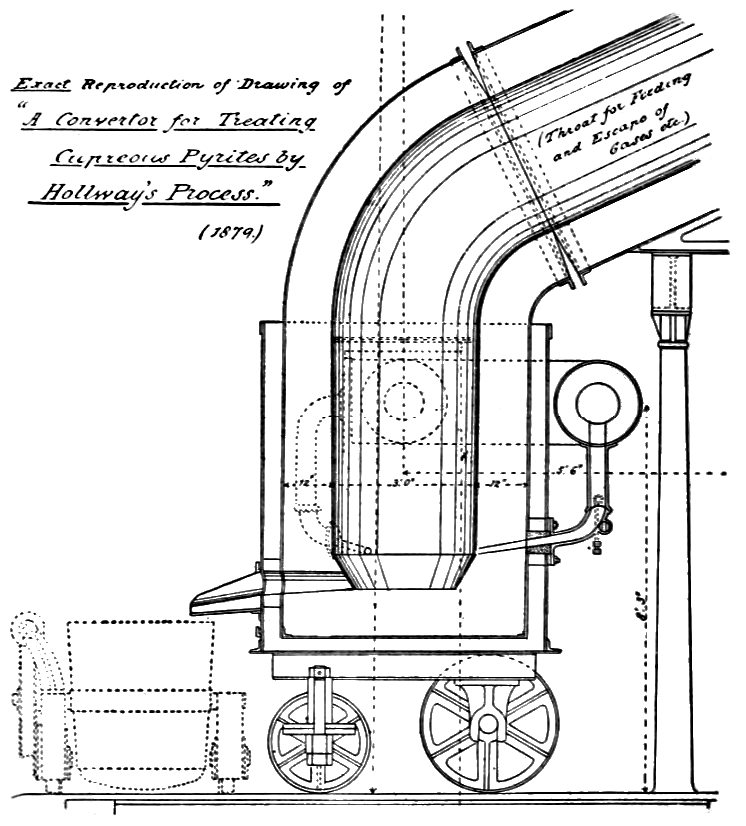
Four convertisseur proposé par John Hollway en 1879 pour fondre les pyrites en matte de cuivre. Le convertisseur utilisé est de type vertical, un modèle primitif inventé par Bessemer et abandonné au profit de la forme en cornue.

Un des axes de recherche de John Hollway a été l'obtention d'une matte de cuivre en fusion et à demi-affinée, directement à partir de minerais sulfureux, les pyrites. Il préconise l'emploi du soufre à la fois comme combustible et comme élément protégeant l'oxydation du cuivre. Ses principes sont exposés dans quelques brevets assez généraux :
« Pour autant que j'en sache, aucun essai n'a été réalisé (au moins aucun essai réussi) pour traiter des pyrites à échelle industrielle afin d'en extraire, en une seule opération, leur constituants métalliques et les autres. […]

Lorsque je commence l'opération, je fonds une certaine quantité de pyrites au moyen d'un combustible charbonneux, jusqu'à en obtenir un bain de sulfures en fusion au fond du creuset. Quoi qu'il en soit, je préfère introduire dans le four du sulfure de fer en fusion, qui aurait été préalablement fondu dans un cubilot ou dans un four équivalent, et introduire alors vers le sommet du four les pyrites ou les sulfures[…]. En descendant, de la chaleur est générée dans la partie basse du four, par l'oxydation des sulfures sous l'action d'un souffle d'air. Les oxydes de soufre sont évacués par vaporisation […], servant de combustible afin de maintenir la chaleur nécessaire à la poursuite du procédé, aussi longtemps que nécessaire.

Aussi longtemps qu'une alimentation continue de sulfures de fer et de zinc arrive dans le creuset, aucun autre élément présent ne sera oxydé, car il est bien connu que le fer comme le zinc sont plus rapidement oxydés que le cuivre, l'argent, l'or, le nickel et d'autres métaux nobles. Ces derniers seront donc tous concentrés dans le bain métallique, tant qu'un excès de soufre est présent. »
— John Hollway, Brevet US234129 : « Production of Suphur, copper-mattes, etc. from Pyrites »
Hollway envisage donc la production d'une matte blanche, c'est-à-dire un mélange de cuivre et de soufre. Il n'envisage pas de pousser l'affinage au-delà, en retirant tout le soufre. Il entame alors une série d'expérimentations poussées dans le milieu des années 1870 à Penistone, en Angleterre, qui font de lui le pionnier des tentatives d'affinage du cuivre par un procédé inspiré du convertisseur Bessemer, dans lequel les rôles du fer (métal à affiner), du silicium (combustible donnant du laitier) et du carbone (combustible donnant du gaz) sont respectivement remplacés par le cuivre, le fer et le soufre :
« En cette année [1878], Hollway suggéra et expérimenta le principe qu'il avait relevé, posant les bases de l'affinage des pyrites et de leur conversion actuelle. L'air était soufflé au travers de pyrites de Rio Tinto dans un convertisseur Bessemer ordinaire, et l'expérience fut un succès remarquable. Mais l'appareil était cependant inadapté, et le procédé fonctionnait de manière très intermittente, et de grandes quantités de laitier étaient produites, qui devaient être vidangées régulièrement, pendant que la position des tuyères de ce convertisseur s'avérait insatisfaisante. […]

Dans la forme finale de l'appareil de Hollway pour la fusion des pyrites, du minerai au métal, une introduction de fondant siliceux pour l'oxyde de fer, combinée avec l'utilisation d'un réfractaire basique, avait pour but de résoudre des difficultés liées à l'attaque du revêtement réfractaire siliceux. »
— Donald M. Levy, Modern copper smelting
Malgré sa persévérance, Hollway ne parvient pas à mettre au point un procédé industriellement valable. Et si « le courage de M. Hollway ne fut pas amorti par ces échecs répétés, la foi de ses soutiens financiers n'égalait pas cet effort. […] Ainsi se finit sans résultat concluant la plus intéressante série d'expérimentations jamais — non pas réalisée mais — publiée sur l'affinage pneumatique du cuivre. »
En effet, ne cachant rien de ses échecs, et publiant des brevets sans lendemain, Hollway communique de manière détaillée ses essais et leurs résultats. Ainsi, lorsque Pierre Manhès et Paul David mettent au point le procédé Manhès-David, son amélioration est immédiate grâce au travail de Hollway. Les métallurgistes qui étudient ses expériences (Lawrence Austin, Ralph Baggaley, etc.) constatent cependant que l'objectif de Hollway, qui consistait à produire une matte semi-affinée directement à partir de pyrites, était trop ambitieux au vu des énormes quantités de stériles que contiennent les minerais de cuivre. La réussite du procédé Manhès-David tient autant à ce que ses créateurs se sont limités à l'affinage complet d'une matte préalablement fondue, qu'à des modifications judicieuses de la conception du convertisseur. Le procédé de fusion de minerai en matte semi-affinée, comme Hollway le recherchait, n'a été mis au point qu'au début du XXe siècle par le Norvégien Julius Emil Knudsen. Le principe s'est généralisé après la Seconde Guerre mondiale, avec la mise au point de la fusion flash grâce à de nouvelles technologies (oxygène pur, enrichissement du minerai, etc.).